# Tem Mais Samba
"Tem Mais Samba" é uma canção de 1964 composta e interpretada pelo músico brasileiro Chico Buarque. É considera pelo compositor como o marco inicial de sua carreira profissional. Foi lançada no primeiro álbum do cantor, Chico Buarque de Hollanda, de 1966.

## História
A canção foi feita sob encomenda pelo produtor Luiz Vergueiro para o show Balanço de Orfeu, que estrearia em 7 de dezembro de 1964 em São Paulo.
O tema seria usado como uma espécie de "moral da história" para o confronto entre a Bossa Nova e a Jovem Guarda e seria cantado ao final do espetáculo, por todo o elenco, em uma esperada vitória dos bossa-novistas. A primeira versão da canção não agradou ao diretor do espetáculo, e a música só ficou pronta na véspera da estreia.